# Riksväg 52, Norge
Riksväg 52 (norska: Riksvei 52) är en riksväg i Norge som går mellan Gol i Gols kommun, Buskerud fylke och Borlaug i Lærdals kommun, Vestland fylke. Den passerar genom kommunerna Gol, Hemsedal och Lærdal.
Vägen är 79,3 kilometer lång, varav 61,7 kilometer i Buskerud fylke och 17,6 kilometer i Vestland fylke. Den är asfalterad och passerar bland annat genom tätorterna Svøo och Hemsedal.
Vägen ansluter till:
- Riksväg 7 (vid Gol)
- Europaväg 16 (vid Borlaug)

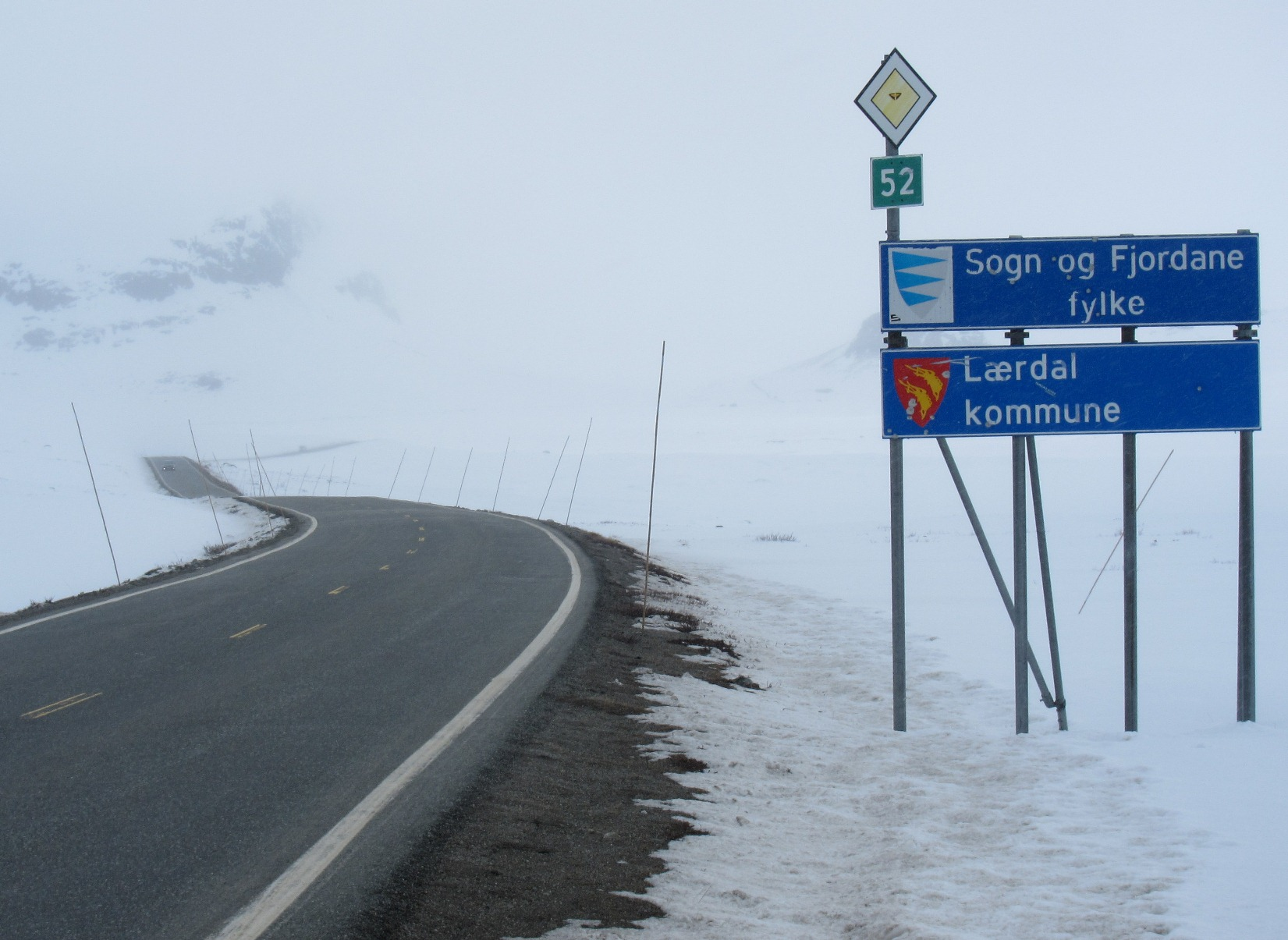
Riksväg 52 vid fylkesgränsen. Sogn og Fjordane fylke utgör idag en del av Vestland fylke.